# Kostel svatého Stanislava (Sendražice)
Kostel svatého Stanislava je římskokatolický filiální, dříve farní kostel v Sendražicích, patřící do farnosti Holohlavy. Je chráněn jako kulturní památka České republiky.

## Historie
Kostel je poprvé připomínaný roku 1356. Roku 1420 byl pobořen orebity a roku 1424 byl opraven hradeckými husity. Roku 1612 je uváděn dřevěný kostel. Současný, původně gotický kostel, je dominantou obce. Počátkem 18. století byl částečně upraven ve stylu baroka.

## Architektura
Jednolodní budova s čtvercovou lodí, obdélníkovým presbytářem se sakristií na severní straně a s mohutnou hranolovou věží v západním průčelí. Vnější fasáda je členěna lizénami, obdélníková okna mají půlkruhové záklenky, na jižní straně nároží presbytáře je opěrný pilíř, nad vchodem do sakristie je letopočet 1706. Presbytář má křížovou klenbu, na jeho severní straně je hrotitý eucharistický svatostánek ze 14. století, s výplní zdobenou reliéfním kružbovým motivem. Sakristie má valenou klenbu, loď s okosenými nárožími je sklenuta českou plackou se štukovými zrcadly, stěny členěny pilastry s římsovými hlavicemi. V podvěží je křížově hřebínková klenba, v patře věže je do lodi vestavěná otevřená kruchta.

## Interiér
Interiér je převážně rokokový. Hlavní oltář s původním obrazem sv. Stanislava a sochami světců. Vedlejší oltáře sv. Jana Nepomuckého a sv. Antonína. Cínová křtitelnice z roku 1693 má víko z roku 1802.

## Okolí kostela
U kostela je pomník prusko-rakouské války roku 1866.

## Bohoslužby
Bohoslužby se konají v neděli od 11.00.

## Varhany
Varhany z roku 1839 jsou dílem varhanáře Josefa Jirušky.

## Galerie

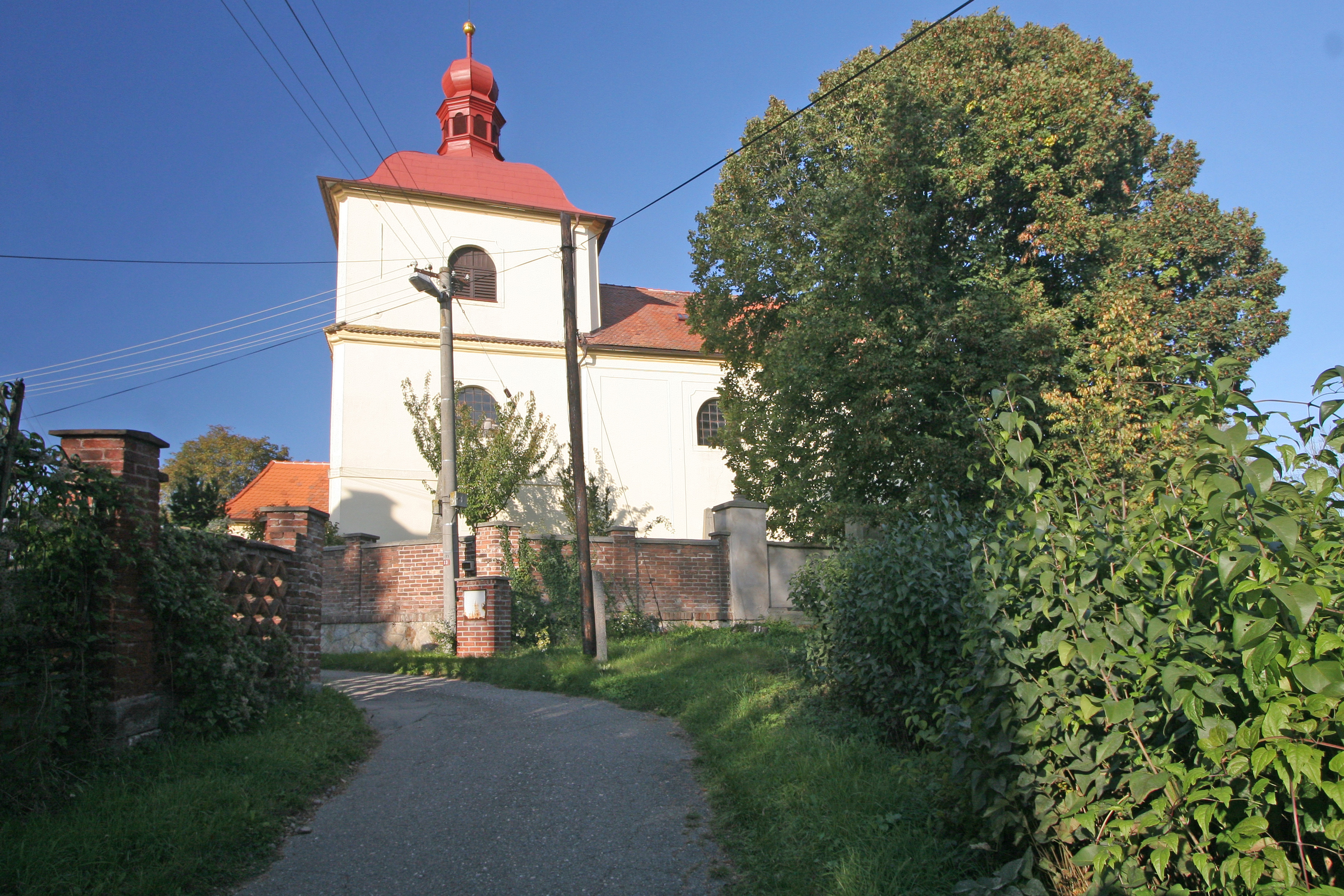
Kostel od jihu
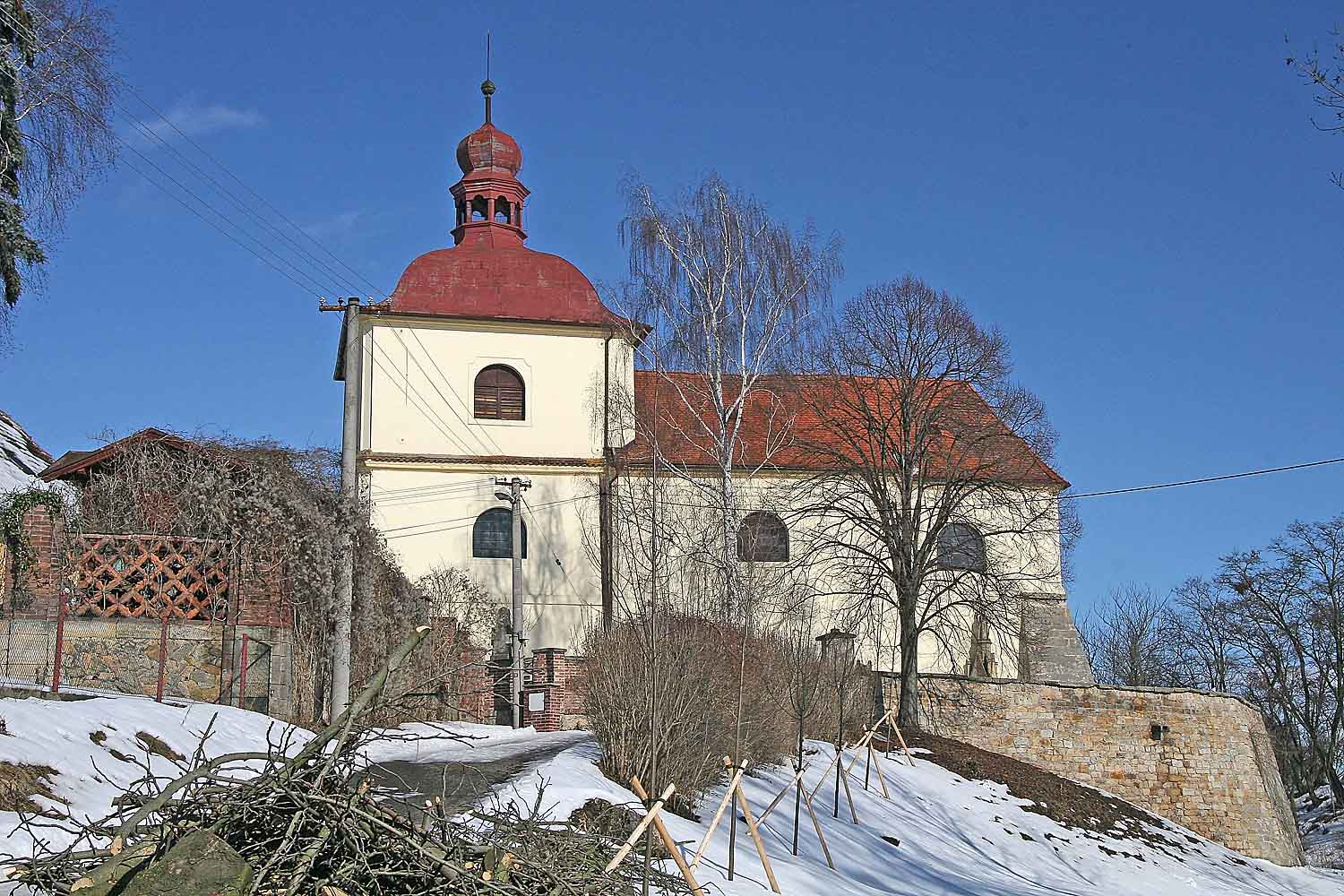
Kostel od jihu
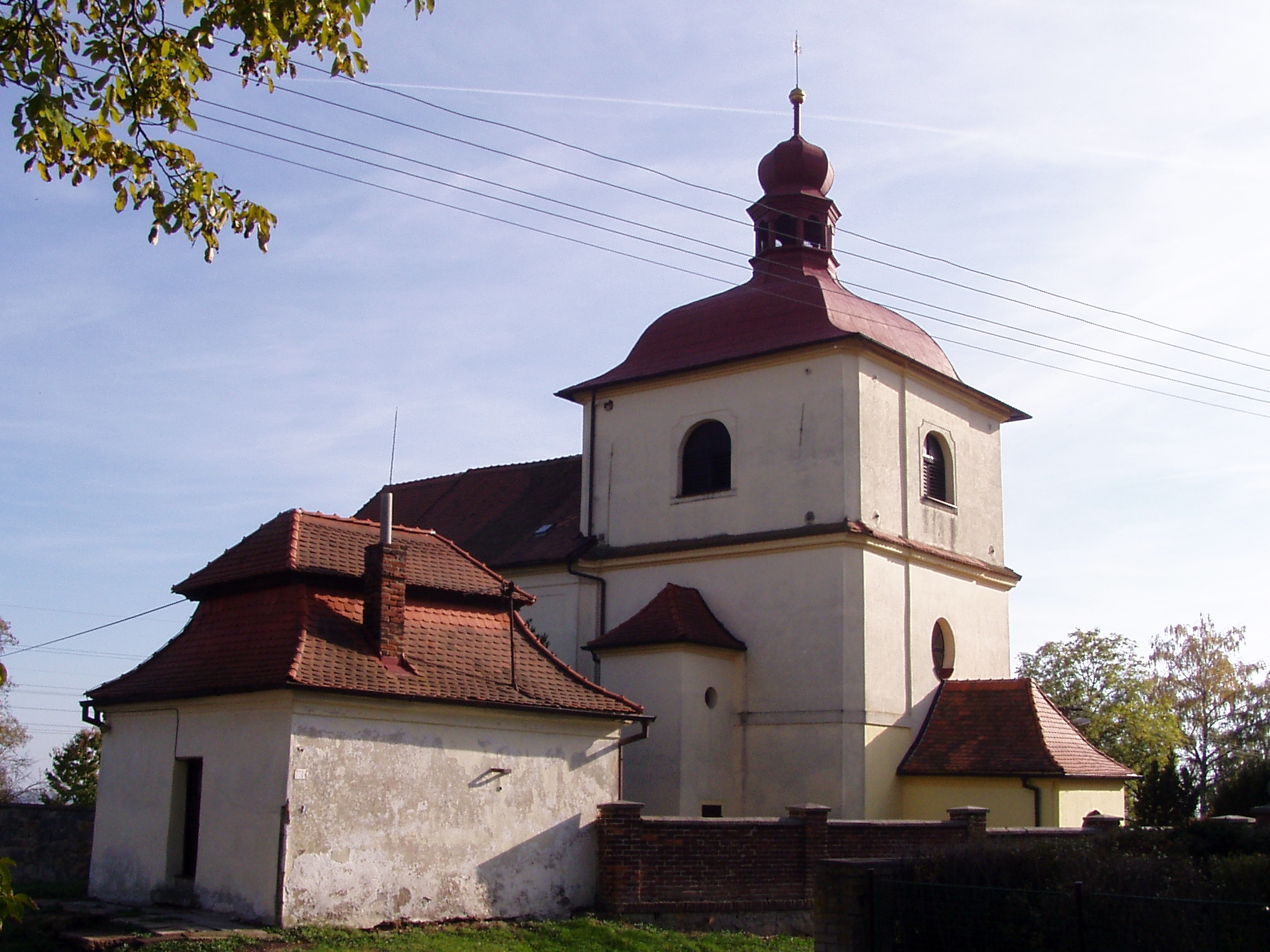
Kostel od severu